# Fódla
En la mitologia irlandesa, Fódla o Fótla (ortografia moderna: Fódhla, Fodhla o Fóla), filla de Delbáeth i Ernmas dels Tuatha Dé Danann, va ser una de les gegantes tutelars d'Irlanda. El seu marit era Mac Cecht.
Amb les seves germanes, Banba i Ériu, va formar part d'un important triumvirat de deesses. Quan els Milesians van arribar d'Espanya, cadascuna de les tres germanes va demanar al bard Amergin que el seu nom fos donat al país. Ériu (Éire, i en el datiu 'Éirinn', donant a l'anglès 'Erin') sembla haver guanyat l'argument, però els poetes sostenen que a tots tres se'ls va concedir el seu desig i, per tant, 'Fódhla' s'utilitza de vegades com a nom literari per a Irlanda, així com 'Banba'. Això és similar d'alguna manera a l'ús del nom poètic 'Albió' per a la Gran Bretanya.
Al Tochomlad mac Miledh a hEspain i nErind, Fótla és descrita com l'esposa de Mac Cecht, regnant com a reina d'Irlanda en qualsevol any en què Mac Cecht governés com a rei. El text continua relatant que mentre els milesians viatjaven per Irlanda, Fótla se'ls va trobar "amb els seus ràpids amfitrions de fades al seu voltant" a la muntanya Naini, també anomenada muntanya d'Ebliu. Una nota al peu identifica la muntanya Naini d'Ebliu com les muntanyes Slieve Felim al comtat de Limerick. El sòl d'aquesta regió és luvisol de torba.
Segons Seathrún Céitinn, adorava el Morrígan, que de vegades també s'anomena filla d'Ernmas.
A De Situ Albanie (un document tardà), la Crònica picta i el Duan Albanach, Fotla (actual Atholl, Ath-Fotla) era el nom d'un dels primers regnes pictes.